# 蔡英挺
蔡英挺（さい えいてい、簡体字：蔡英挺、英語: Cai Yingting、ツァイ・インティン、1954年4月 - ）は、中華人民共和国の軍人。2012年10月から2016年2月まで南京軍区の司令員を務めていた。

## 来歴
1954年4月に福建省晋江県青陽鎮に誕生した。籍貫は福建省泉州市石獅市である。晋江第一中学校を卒業し、1970年12月に中国人民解放軍に入隊する。分隊長、小隊長、福州軍区司令部作戦部参謀、南京軍区第12守備師団副参謀長、南京軍区司令部作戦部副部長、張万年党中央軍事委員会副主席の弁公室秘書を歴任する。1999年1月に党中央軍事委員会弁公庁副主任、2003年7月に南京軍区副参謀長、2004年7月に第31集団軍軍長、2007年9月に南京軍区参謀長、2011年6月に副総参謀長、2012年10月に南京軍区司令員となる。
2007年10月に第17回党中央委員会候補委員に選出された。その後は2012年11月に第18回党中央委員会委員に選出され、2009年7月に中将、2013年7月に上将に昇格する。

## 参照
- 《蔡英挺简历》_先锋家园
- 原解放军副总参谋长蔡英挺出任南京军区司令员_舜网